# منشور

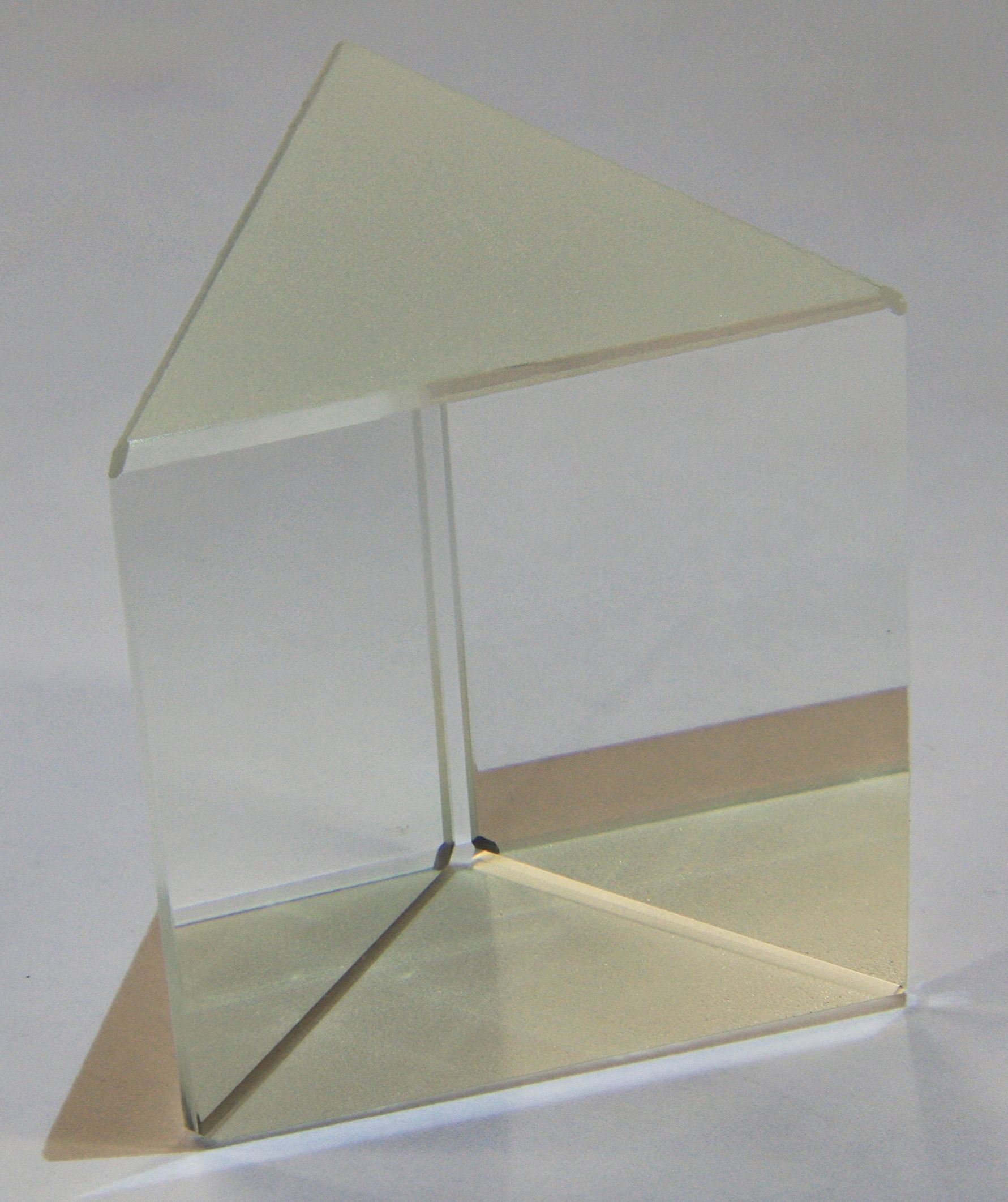
یک منشور پلاستیکی

مَنشور یا موشور یا شوشه یا prism، جسمی است از جنس شیشه یا پلاستیک شفاف که  نور پس از عبور از آن تجزیه می‌شود (dispersion) و پدیدهٔ پاشندگی رخ می‌دهد.
پس از عبور، نور سفید به شکل یک طیفی پیوسته و هفت‌رنگ تجزیه می‌شود. در واقع نور پس از عبور از منشور به‌دلیل داشتن دو شکست نور تجزیه خواهد شد. اگر نور سفیدی را به منشور بتابانیم دارای دو شکست خواهد شد و به‌دلیل اختلاف طول‌موج رنگ‌ها هفت‌رنگ رنگین‌کمان تشکیل می‌شود و می‌گوییم نور تجزیه شده‌است. منشور از حجم‌های معروف هندسی است. و دارای یک زاویهٔ راس (زاویهٔ بین دو وجه متقاطع منشور که با A نشان داده می‌شود) و یک زاویهٔ انحراف (میزان شکست که هر طول موج به‌خاطر عبور از یک منشور پیدا می‌کند) D است.
مَنشور و موشور هر دو از زبان عربی هستند.

## ماهیت منشور
نوری که از شیشه منشور می‌گذرد، به لحاظ بستگی ضریب شکست به طول‌موج یا پاشندگی مواد، به رنگ‌های تشکیل‌دهنده آن تجزیه می‌شود (تجزیه نور سفید). مثلاً نور سفید به طیف وسیع هفت‌رنگ خود تجزیه می‌گردد. نور سفید را دوباره پس ار اینکه نور تجزیه شده می‌توان با استفاده از یک منشور دیگر باز به شکل اولیهٔ خود به واسطهٔ آمیختن نورهای ساده به‌دست آورد. مزیت منشور بر مجموعه چند آینه این است که منشورها پس از تعبیه شدن در سامانه، سمت‌گیری طراحی شده را حفظ می‌کنند و نیازی به‌تنظیم در دستگاه نهایی را ندارند. به غیر از اینکه خود منشور به‌عنوان یک مجموعه کل تنظیم شده‌باشد. به آنالیز تحلیل طیف‌ها علم طیف‌بینی گویند. بی‌نهایت رنگ به خاطر وجود بی‌نهایت بسامد و طول موج‌های مختلف داریم. از ترکیب رنگ‌های اصلی بقیهٔ رنگ‌ها به‌دست می‌آید.

## مفهوم فیزیکی
منشور محیط شفافی است که بین دو سطح متقاطع قرار گرفته‌است. غالباً منشور را به شکل مثلث‌القاعده می‌سازند. معمولاً برای نور مرئی از منشورهای شیشه‌ای و برای پرتو فرابنفش و فروسرخ از منشورهای دُر کوهی استفاده می‌کنند. در زوایای تابشی بزرگتر از زاویه بحرانی برخلاف انتظار زاویه شکست بیشتر از ۹۰ درجه می‌شود؛ یعنی نور اجازه ورود به محیط دوم را ندارد این پدیده به وسیله محاسبات فیزیکی، توجیهات فیزیکی و نیز آزمایش‌های عملی بررسی شده‌است؛ بنابراین از این پدیده در سایر ناحیه‌های طول موجی امواج الکترومغناطیسی نیز استفاده‌های وسیعی می‌شود.

## ساختار کلی
از آنجا که کلیه منشورها جهت بازتابیدگی به لایه‌های مواد فلزی و دی‌الکتریک‌ها در سطح خود لازم ندارند، برعکس، آینه‌ها وقتی مورد استفاده قرار می‌گیرند، کارایی آنها تقریباً بدون اتلاف تابش است؛ و تنها اتلاف ناشی از ناخالصی و ناهمواری‌های سطح منشور و بازتابش‌های فرنل مربوط می‌شود که ناچیزند. آنچه مهم است تنظیم دائمی سطوح بازتابنده و بازتابش داخلی کلی است، استفاده از این منشورها در بیشتر دستگاه‌های نوری توصیه می‌شود.

## انواع منشور
- منشور نیکول: منشوری که برای تهیه نور سفید، مسطح به کار می‌رود. اگر این منشور از شیشه ساخته شده باشد برای آزمایش تابش‌های فرابنفش استعمال می‌شود.
- منشور ولاستون: منشوری است که برای تولید نور «مرئی» و طیف‌های نامرئی درصفحه «منشور» به کار می‌رود. این منشور معمولاً از شیشه ساخته می‌شود و هنگام کار با تابش فرابنفش و فرو سرخ و پرتو گاما می‌تواند مورد استفاده قرار گیرد.